# Cataulacus intrudens
Cataulacus intrudens é uma espécie de formiga do gênero Cataulacus, pertencente à subfamília Myrmicinae.